# عبد العزيز سلام
عبد العزيز سلام (1 ديسمبر 1915 - 7 يناير 1984) كاتب وصحفي ومؤلف اغانى مصري.

## حياته ونشأته
من مواليد حي الوردان بمحافظة الجيزة في 1 ديسمبر 1915. عمل في بداية حياته أستاذاً للغة العربية، ثم اتجه للعمل بالصحافة حتى بلغ منصب رئيس تحرير مجلة «فن السينما»، و«مجلة المساحة»، و«مجلة العروبة». كتب القصة والسيناريو والحوار للعديد من الأفلام السينمائية، واشتهر بكتابة الشعر الغنائي. حصل على جائزة الاستحقاق للعلوم والفنون، وساهم في تأسيس جمعية المؤلفين والملحنين المصرية. توفي في 7 يناير 1984 تاركًا تراثاً فنيًا من أغنيات وأفلام.

## الكتابة للسينما
كتب للسينما ما يزيد عن 73 عمل بين القصص والسيناريوهات والحوار ابتداء من فيلم «بياعة اليانصيب» عام 1947 بطولة رجاء عبده، كما كتب للسينما «الدنيا حلوة» بطولة شادية – «أنا الماضي» بطولة فاتن حمامة – «خليك مع الله» بطولة الكحلاوي – «خالد بن الوليد» بطولة حسين صدقي - أول أفلام مها صبري «أحلام البنات» - «عندما يغني الحب» بطولة هاني شاكر - «عنتر بن شداد» بطولة فريد شوقي -  قصة فيلم «شاطئ الحب» بطولة فريد الأطرش وسميرة أحمد رغم أنه لم يكتب أغانيه.
أشهر أعماله السينمائية
عنتر وعبلة للمخرج نيازي مصطفى عام 1945.
حبايبي كتير للمخرج كمال عطية عام 1950.
أنا الماضي للمخرج عز الدين ذو الفقار عام 1951.
سيجارة وكاس للمخرج نيازي مصطفى عام 1955.
أحلام البنات للمخرج يوسف معلوف عام 1959.
3 فتيات مراهقات للمخرج عبد الرحمن كيخيا عام 1973.

## عبد العزيز سلام وفريد الأطرش
بدأت علاقته مع الموسيقار فريد الأطرش من خلال الموسيقار مدحت عاصم، وحسب رواية عبد العزيز سلام للاعلامي طارق حبيب في حوار تلفزيوني حيث قال: "كنت قد كتب أغنية أحدثت ضجة كبيرة في الوسط الغنائي الذي كانت كلمات أغانيه تشمل الذل والعذاب فقط، وكانت كلماتي تقول "كرهت حبك، وكرهت صدك، وكرهت فيك كتر الدلال"... اصطحبه فريد الأطرش في سيارته، وخطر لفريد فكرة لحن، وأخذ يطلق آلة تنبيه السيارة بنغمات تتوافق مع اللحن، وطلب من سلام وضع الكلمات، واكتملت الكلمات قبل هبوطهم من السيارة، وكانت هي أغنية "وياك ويال" التي نجحت نجاحاً كبيراً، وأصبحت أغنية عالمية بعد ترجمتها إلى الروسية، والفرنسية.

## أشهر أغنيات عبد العزيز سلام
من أغاني فريد الأطرش والحانة:
اديني ميعاد - ان حبيتني احبك اكتر - بيحبني وبحبه - جرى ايه ياعزالنا - حبيب القلب من جوه - خذي قلبي - دايما معاك - قسمه مكتوبه - كرهت حبك - ليه انا بحبك - مخاصمك يا قلبي - عيني بتضحك - يفيدك بإيه الأنين - يا فرحة المية – وياك – مين يعرف - قدام عينيا.
من أشهر الأغاني التي وضع كلماتها:
م الباب للشباك (غناء فايزة احمد، ألحان محمد الموجي)
بقى عايز تنسانى (غناء سعاد محمد، الحان فريد الأطرش)
والله وعرفت تحب (غناء سعاد محمد، ألحان بليغ حمدي)
بيحبني وبحبه (غناء صباح، الحان فريد الأطرش)
توب يا قلبي (غناء صباح، ألحان بليغ حمدي)
راحت ليالي (غناء صباح، ألحان رياض السنباطي)
اعطف يا جميل (غناء محمد عبد المطلب، ألحان محمد الموجي)
حبيت كتير (غناء محمد عبد المطلب، ألحان عبد الرؤوف عيسى)
يا واحشني رد عليا (غناء محرم فؤاد، ألحان فريد الأطرش)
كان سباقاً في مجال كتابة كلمات الأغاني، وكان أول من كتب أغنية خاصة بعيد الميلاد حيث كتب للفنان محمد فوزي أغنية «يا نور جديد» التي غناها محمد فوزي لمديحة يسري في فيلم «نهاية قصة» في عام 1951. يحسب له أن أثنتين من أغنياته، «يا جميل يا جميل» و«وياك وياك»، قد وصلت للعالمية وتم ترجمتهم للغات مختلفة.

## وصلات خارجية
- عبد العزيز سلام على موقع IMDb (الإنجليزية)
- عبد العزيز سلام على موقع قاعدة بيانات الأفلام العربية
- عبد العزيز سلام على موقع قاعدة بيانات الفيلم (الإنجليزية)

https://dhliz.com/artist/_dl-aWDeKcs/writing عبد العزيز سلام
http://alrai.com/article/10414184 عبد العزيز سلام
https://pulpit.alwatanvoice.com/articles/2019/02/28/486242.html عبد العزيز سلام